# 20e corps d'armée (France)
Pour les articles homonymes, voir 20e corps d'armée.
Pour le corps de la guerre de 1870, voir 20e corps d'armée (1870-1871).
Le 20e corps d'armée (20e CA) est un corps de l'armée française.
Ce corps d'armée est créé en 1898 à la suite de la création de la 20e région militaire, dont le quartier général était à Nancy. En cas de mobilisation, les unités de ce corps devaient couvrir (protéger) la concentration du reste de l'armée française en défendant le sud de la Meurthe-et-Moselle.
À la mobilisation de 1914, le 20e CA, recruté en Lorraine et à Paris, est rattaché à la 2e armée. Son chef, le général Foch, avait sous ses ordres les unités casernées à Toul, à Nancy, à Saint-Nicolas-de-Port et à Lunéville (4e et 2e bataillons de chasseurs à pied), auxquels se rajoutèrent deux régiments d'infanterie de marine.
Toujours rattaché à la 20e région militaire dans l'entre-deux-guerres, il est à nouveau mobilisé en 1939 et combat pendant la bataille de France en mai-juin 1940.

## Création et différentes dénominations
- 1898 : création du 20e corps d'armée
- 25 février 1916 : renommé groupement Balfourier
- 24 avril 1916 : renommé 20e corps d'armée
- 1940 : dissous

## Les chefs du20ecorpsd'armée
- 8 février 1898 : général de Monard
- 9 février 1901 : général Langlois
- 1er octobre 1902 : général Michal
- 13 janvier 1906 : général Bailloud
- 24 mars 1907 : général Pau
- 30 octobre 1909 - 22 octobre 1910 : général Maunoury
- 8 novembre 1910 : général Goetschy
- 11 août 1913 : général Foch
- 29 août 1914 : général Balfourier

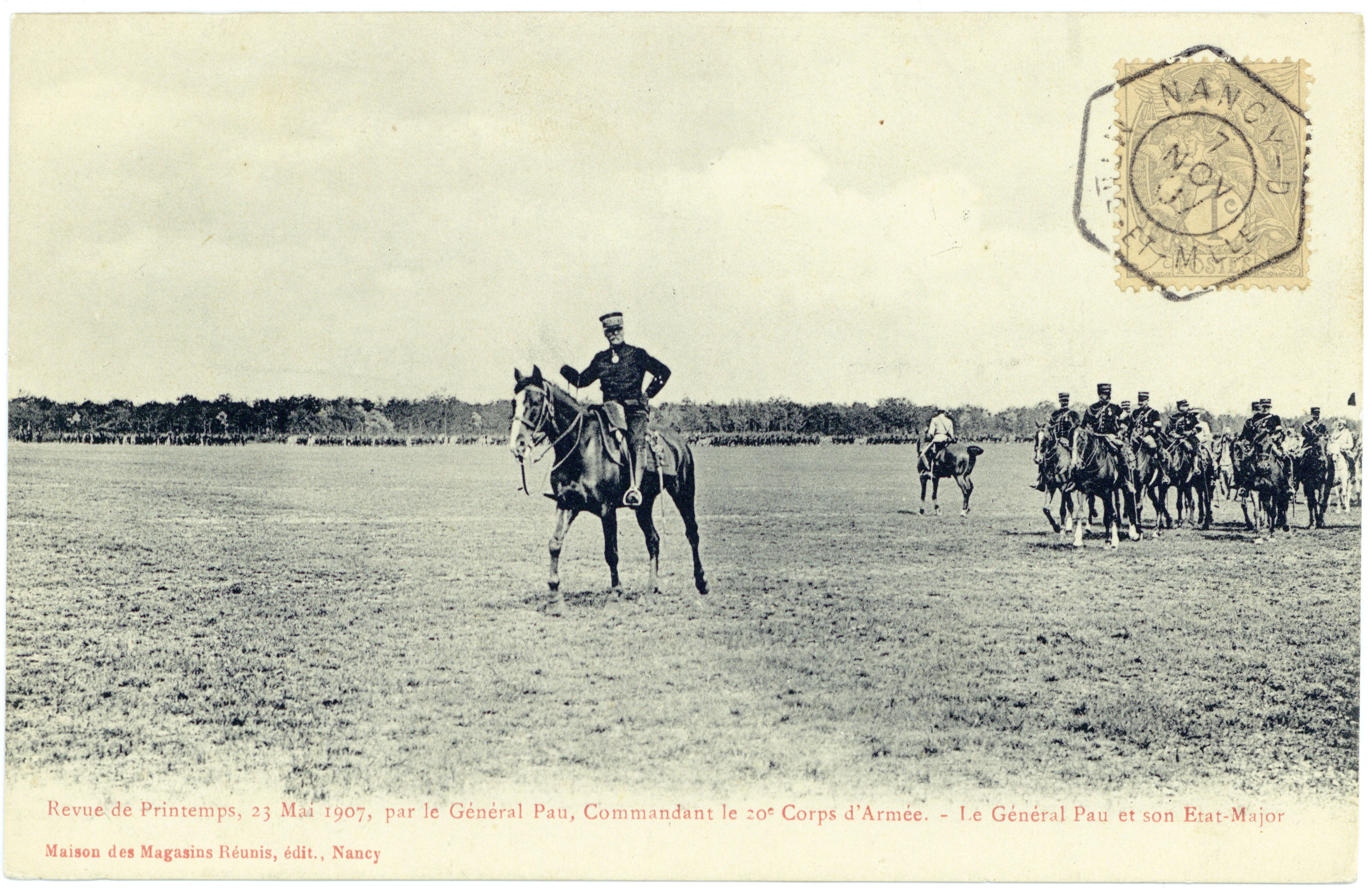
Le général Pau, commandant le d'armée, lors de la revue du 23 mai 1907.

- 17 septembre 1916 : général Claret de la Touche
- 19 février 1917 : général Mazillier
- 19 juillet 1917 : général Berdoulat
- 19 février 1919 - 9 novembre 1920 : général Paulinier
- 1923 - 1er février 1924 : général d'Armau de Pouydraguin.
- 192? - 1928 : général Pénet.
- 19 février 1929 - 1930 : général Gamelin
- 1930 - 1931 : général Mittelhausser
- 1932 - 1934 : général Jeanpierre.
- 1935 : général Condé.
- 2 septembre 1939 : général Hubert
- 22 juin 1940 : général Frainot

## Première Guerre mondiale

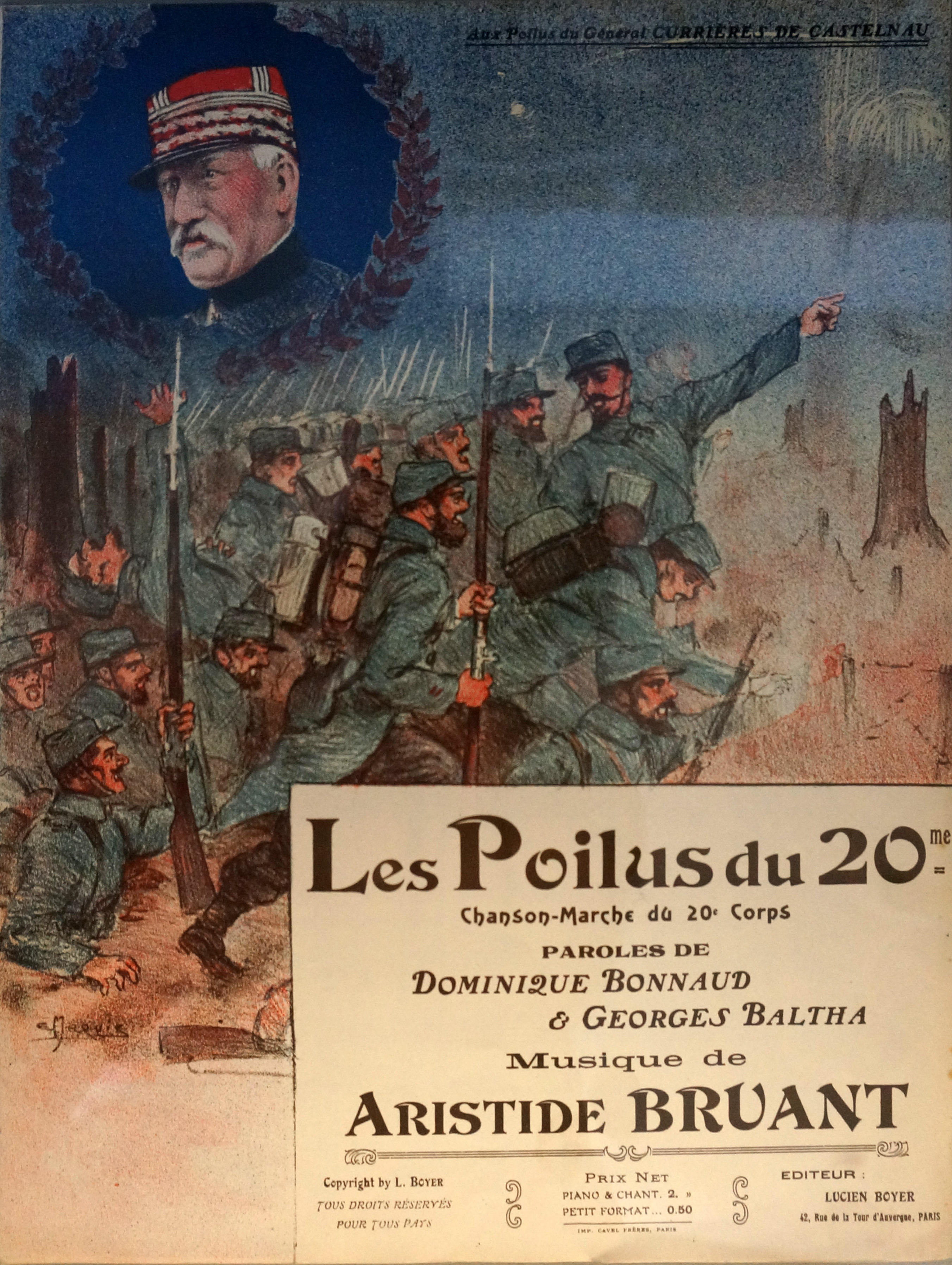
Les poilus du XXe corps, recueil de chansons.

### Composition
- 11e division d'infanterie d'août 1914 à novembre 1918
- 39e division d'infanterie d'août 1914 à novembre 1918
- 153e division d'infanterie d'avril 1915[n 1] à novembre 1918
- 168e division d'infanterie de décembre 1916[n 2] à novembre 1918
- 418e régiment d'infanterie d'avril 1915 à novembre 1918
- Infanterie dans les éléments organiques de corps d'armée :
  - 41e régiment d'infanterie coloniale d'août 1914 à avril 1915
  - 43e régiment d'infanterie coloniale d'août 1914 à avril 1915
  - 106e régiment d'infanterie territoriale de décembre 1916 à août 1918
    - Bataillon de marche d'août à novembre 1918

  - 142e régiment d'infanterie territoriale d'avril 1915 à août 1918

- Cavalerie (rattachée au 20e CA) :
  - 5e régiment de hussards (état-major + 4e escadron)

- Artillerie (rattachée au 20e CA) :
  - 60e régiment d'artillerie de campagne
    - 4 groupes de canons de 75 d'août 1914 à août 1915
    - 2 groupes de 75, d'août 1915 à novembre 1917
    - 3 groupes de 75, de novembre 1917 à juin 1918
    - 1 groupe de canons de 120 L de mars à novembre 1915

  - 120e régiment d'artillerie lourde
    - 1 groupe de 120 L de novembre 1915[1] à mars 1918
    - 1 groupe de canons de 105 L de février 1916 à novembre 1918
    - 1 groupe de 105 L de mars à novembre 1918 (par transformation du groupe de 120 L)[1]
    - 1 groupe de canons de 155 L de mars à novembre 1918

- Génie (rattaché au 20e CA) :
  - Compagnie 20/3 du 10e régiment du génie
  - Compagnie 20/4 du 10e régiment du génie
  - Compagnie 20/16 du 10e régiment du génie
  - Compagnie 20/21 du 10e régiment du génie (jusqu'à fin 1916)
  - Détachement de transmissions du 8e régiment du génie

### Historique

#### 1914
- 2 - 14 août : en couverture dans la région est et nord-est de Nancy, puis sur la Seille, dans la région de Champenoux.
- 14 - 20 août : mouvement offensif vers le nord-est, en direction de Morhange.
- 20 - 24 août : engagé dans la bataille de Morhange. À partir du 21, repli sur le Grand Couronné de Nancy, dans la région de Saint-Nicolas-de-Port.
- 24 août - 13 septembre : engagé dans la Bataille du Grand-Couronné : combats vers Crévic, Einville, Courbesseaux, Drouville, Vitrimont et le Léomont.
- 13 - 25 septembre : retrait du front, transport par V.F. et mouvement par étapes, de la région de Saint-Nicolas-de-Port dans celle de Ménil-la-Tour.

À partir du 19, transport par V.F. de la région de Toul dans celle Grandvilliers et de Conty, puis mouvement vers la région est de Boves.
- 25 septembre - 2 novembre : engagé dans la Première bataille de Picardie, vers Fouquescourt, puis combats entre la Somme et l'Ancre, dans la région de Fricourt, Maricourt.

À partir du 6 octobre, combats vers Hébuterne, Gommecourt, Berles-au-Bois, Hannescamps. Puis stabilisation du front dans la région sud d'Hébuterne.
22 octobre : combats vers la ferme Toutvent.
28 - 30 octobre : attaques françaises vers Monchy-au-Bois.
- 2 - 13 novembre : retrait du front, puis transport, par V.F. et par camions vers la région de Poperinge.
- 13 novembre 1914 - 16 avril 1915 : occupation d'un secteur dans la région d'Ypres, d'abord au sud de Wijtschate, puis vers Poelkapelle, Kortekeer Cabaret.

20 novembre : extension du front à droite, jusqu'à Wallemolen.
4 décembre : combat de Weidendreft.
6 décembre : extension du front, à droite, jusqu'à la voie ferrée d'Ypres, Roulers.
8 décembre : extension du front, à gauche, jusqu'à Steenstrate.
11 décembre : attaque française vers Wallemolen.
17 - 22 décembre : attaques françaises sur Kortekeer Cabaret et bois triangulaire.
30 décembre : extension du front, à gauche, jusqu'au pont de Knocke, et, le 24 janvier 1915, réduction au-delà de la maison du Passeur.
4 mars : extension, à droite, jusqu'au bois du Polygone.
10 mars : réduction, à gauche, jusqu'à Steenstrate.

#### 1915
- 16 - 24 avril : retrait du front (relève par l'armée britannique), transport par V.F. dans la région de Pernes.
- 24 avril - 9 mai : occupation d'un secteur vers la Targette, Écurie ; préparatifs d'offensive.
- 9 mai - 7 juillet : engagé dans la deuxième bataille d'Artois. Offensive du 9 mai, prise de la Targette, conquête de Neuville-Saint-Vaast et du Labyrinthe.

14 - 30 mai : extension du front à gauche jusqu'au nord de la Targette.
16 juin : offensive, puis organisation des positions conquises.

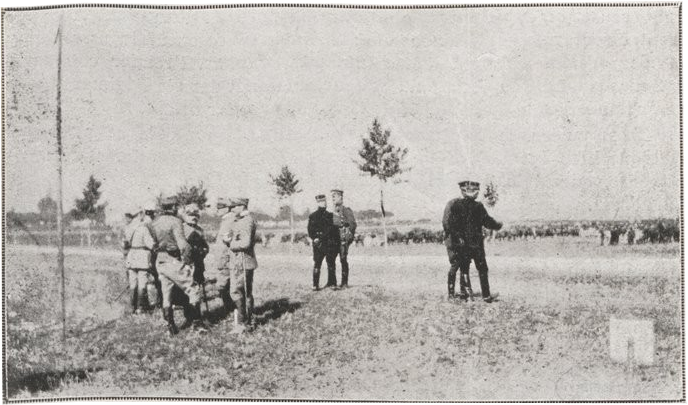
Le 9e régiment de zouaves de la du reçoit son drapeau des mains du président Poincaré en août 1915 près de Saint-Nicolas-de-Port.

- 7 juillet - 26 août : retrait du front et stationnement dans la région de Lucheux. À partir du 14 juillet, transport par V.F. de la région d'Abbeville dans celle de Lunéville et de Rosières-aux-Salines ; repos et instruction.
- 26 août - 25 septembre : transport par V.F. dans la région de Blesmes. À partir du 3 septembre, occupation d'un secteur vers l'ouest de Massiges et la cote 196 ; travaux offensifs.
- 25 septembre - 26 décembre : engagé dans la seconde bataille de Champagne, enlèvement de la crête de Maisons de Champagne. Attaques de l'ouvrage de la Défaite. Puis à partir du 16 novembre, organisation et occupation du terrain conquis.
- 26 décembre 1915 - 19 février 1916 : retrait du front et transport par V.F. dans la région de Vézelise, puis mouvement vers la région de Moyen ; repos.

#### 1916

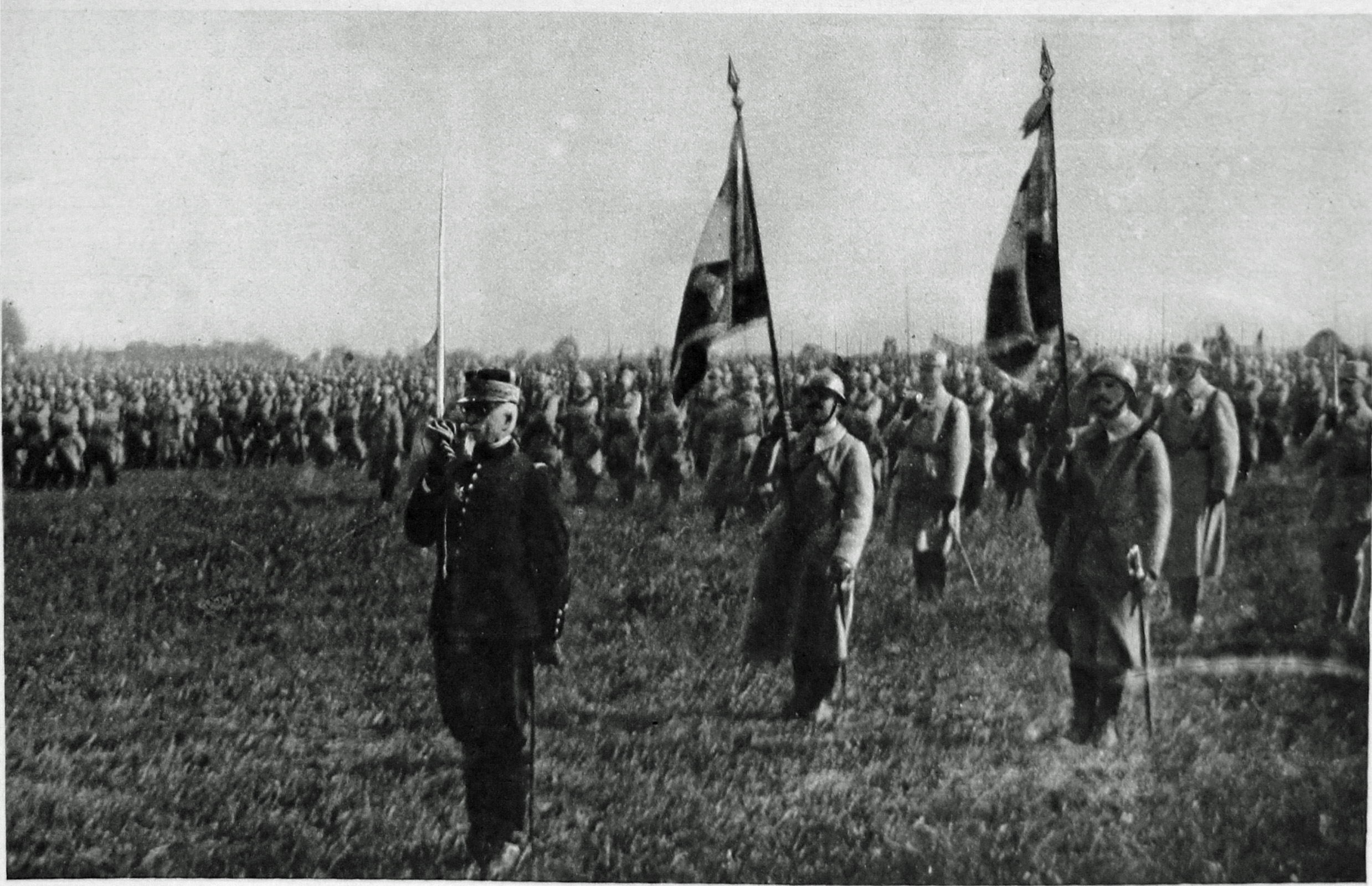
Le le général Balfourier en 1916.

- 19 février - 8 mars : mouvement vers Rosières-aux-Salines et à partir du 20 février, transport par V.F. dans la région de Bar-le-Duc, puis mouvement vers la région de Verdun. À partir du 25 février, engagé dans la bataille de Verdun, dans la région Meuse, Louvemont, Bezonvaux, Eix.

25 février : attaque allemande sur le fort de Douaumont (prise du fort) et sur Bezonvaux.
26 février : attaque allemande sur Louvemont, le village de Douaumont et l'ouvrage d'Hardaumont.
27 février : réduction du front à gauche qui est jalonné par le village de Douaumont, le fort de Vaux, Eix.
2, 3, 4 mars : combats violents aux abords du village de Douaumont.
- 8 - 29 mars : retrait du front ; repos dans la région de Fains et travaux sur la rive gauche de la Meuse.
- 29 mars - 24 avril : mouvement vers la région de Verdun, engagé à nouveau dans la bataille de Verdun à partir du 30 mars dans la région Béthincourt, Malancourt.

31 mars : perte de Malancourt.
5 avril : perte d'Haucourt.
6, 7 et 9 avril : violentes attaques allemandes, perte de Béthincourt.
- 24 avril - 11 mai : retrait du front et transport par V.F. dans la région de Breteuil ; repos.
- 11 - 31 mai : mouvement vers la région de Poix ; repos.
- 31 mai - 21 août : mouvement vers le front et à partir du 3 juin, occupation d'un secteur dans la région Somme, Maricourt. À partir du 1er juillet, engagé dans la bataille de la Somme.

4 juillet : prise de Hem.
8 juillet : attaque et prise d'Hardecourt-aux-Bois.
20 et 30 juillet : attaques françaises sur Maurepas.
26 juillet : secteur réduit à droite, jusque vers le bois de Hem.
7 août : attaque française sur le bois de Hem .
10, 11, 13, 16 et 18 août : attaques françaises dans la région de Maurepas.
- 21 août - 8 octobre : retrait du front et transport dans la région du Tréport ; repos.
- 8 octobre - 15 novembre : mouvement vers la région d'Amiens ; instruction.
- 15 novembre - 10 décembre : mouvement vers le front, et à partir du 17 novembre, occupation d'un secteur vers Sailly-Saillisel et le nord-est de Rancourt.
- 10 décembre 1916 - 18 janvier 1917 : retrait du front (relève par l'armée britannique) et transport par V.F. dans la région de Bayon. Repos et instruction dans la région de Bayon, camp de Saffais.

#### 1917
- 18 - 25 janvier : transport par V.F. dans la région de Château-Thierry ; repos.
- 25 - 30 janvier : occupation d'un secteur vers Troyon, Moussy-sur-Aisne.
- 30 janvier - 7 avril : retrait du front ; instruction et travaux en vue de l'offensive.
- 7 avril - 5 juin : occupation d'un secteur vers Troyon, Moussy-sur-Aisne (éléments en secteur, dès le 26 mars, sous la direction du général commandant le 20e CA). Le 16 avril, engagement dans la bataille du Chemin des Dames, prise de Braye-en-Laonnois.

5 - 6 mai : attaque et progression sur le Chemin des Dames. Puis organisation des positions conquises.
16 mai : extension du front, à gauche jusqu'à l'Épine de Chevregny et réduction, à droite jusque vers Courtecon.
18, 21 mai et 4 juin : attaques et contre-attaques particulièrement violentes.
- 5 juin - 2 juillet : retrait du front. À partir du 12 juin, transport par V.F. vers Jarville, Pont-Saint-Vincent ; repos et instruction vers Saint-Nicolas-de-Port, Toul et Charmes.
- 2 juillet - 5 novembre : occupation d'un secteur vers Brin, Limey, étendu le 5 juillet à gauche jusqu'à l'étang de Vargévaux.

3 octobre : réduction du front à gauche jusque vers Limey.
23 octobre : réduction à droite jusque vers Chenicourt.
- 5 novembre 1917 - 3 janvier 1918 : retrait du front ; repos et instruction dans la région de Toul et travaux de seconde position.

#### 1918
- 3 janvier - 29 mars : transport par V.F. vers Ligny-en-Barrois. À partir du 13 janvier, occupation d'un secteur vers la ferme de Mormont et la région est de Béthincourt.

29 janvier : extension du secteur à droite jusqu'au bois le Chaume.
25 mars : extension à gauche jusqu'à la route Esnes, Montfaucon.
26 mars : réduction à droite jusque vers la cote 344.
- 29 mars - 15 avril : retrait du front, mouvement vers Triaucourt. À partir du 6 avril, transport par V.F. vers Crépy-en-Valois.
- 15 avril - 4 mai : mouvement vers la région de Beauvais ; repos. À partir du 21 avril, mouvement vers Amiens et Hornoy en vue d'une intervention éventuelle (en liaison avec le front britannique).
- 4 mai - 2 juin : mouvement vers Doullens, puis le 1er juin vers Picquigny.
- Officiers du 20e corps, avec au centre le général Berdoulat, au château de Montgobert en juillet 1918.2 juin - 18 juillet : transport par V.F. de la région de Conty dans celle de Bonneuil-en-Valois. À partir du 6 juin, occupation d'un secteur aux lisières est de la forêt de Villers-Cotterêts, vers Corcy, Cœuvres-et-Valsery, réduit le 12 juin à droite à la ferme Chavigny. Du 12 au 15 juin, résistance à l'offensive allemande vers Cœuvres-et-Valsery et Saint-Pierre-Aigle. Puis organisation des positions atteintes.

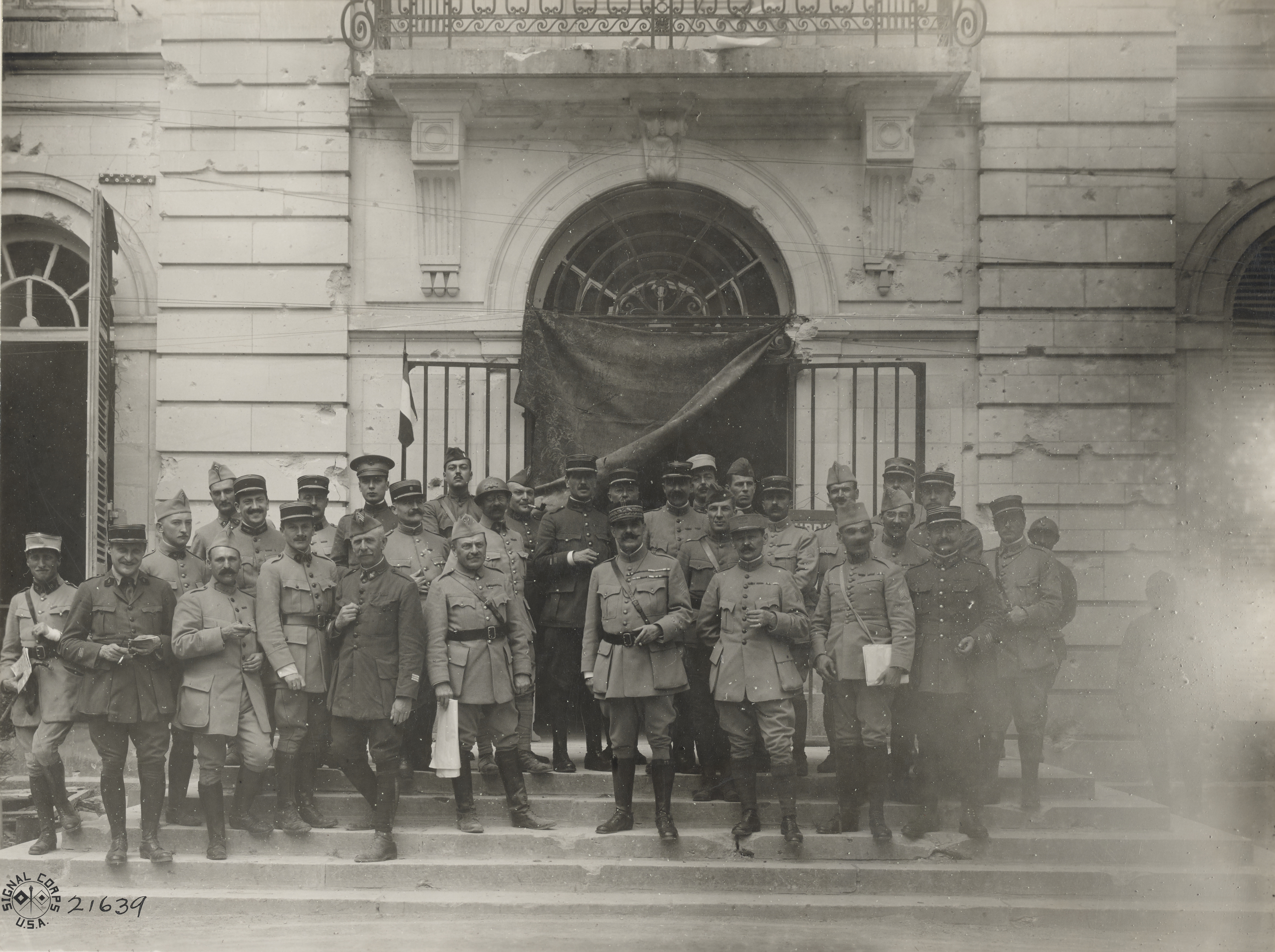
Officiers du, avec au centre le général Berdoulat, au château de Montgobert en juillet 1918.

15 juin : extension du front à gauche jusque vers Ambleny.
28 - 29 juin : offensive locale entre Ambleny et Saint-Pierre-Aigle.
9 juillet : réduction du front à droite jusque vers Saint-Pierre-Aigle.
15 juillet : réduction à gauche jusque vers Laversine.
17 juillet : extension à droite  jusqu'à la ferme Chavigny.
- 18 juillet - 21 septembre : engagé, vers Vierzy, dans la deuxième bataille de la Marne (jusqu'au 28 juillet 1918, dans la bataille du Soissonnais et de l'Ourcq) et à partir du 29 juillet, dans la bataille du Tardenois. Progression sur l'axe Chaudun, Sermoise ; combats de Villemontoire, de Buzancy de Tigny.

3 août : l'Aisne et la Vesle sont atteintes. À partir du 7 août, organisation des positions conquises vers Vasseny, Venizel.
11 août : extension du secteur à droite jusque vers Braine. À partir de la fin août, engagé dans la poussée vers la position Hindenburg. Combats au nord de Soissons, vers le fort de Condé.
16 septembre : progression jusqu'à Vailly. Puis organisation des positions conquises vers Presles et Jouy.
- 21 - 24 septembre : retrait du front ; mouvement vers Cumières, puis vers Villers-Agron.
- 24 septembre - 10 octobre : occupation d'un secteur entre Breuil-sur-Vesle et le sud de Glennes. À partir du 30 septembre, engagé dans la bataille de Champagne et d'Argonne, prend part à la bataille de Saint-Thierry et à son exploitation en combattant sur l'axe Romain, Berry-au-Bac.
- 10 - 18 octobre : retrait du front, mouvement vers Montigny-sur-Vesle puis vers Béhéricourt.
- 18 octobre - 1er novembre : engage entre Vendeuil et la région nord de Ribemont dans la bataille de la Serre.

18, 19 et du 25 - 27 octobre : progression jusqu'à la route Guise, Laon à l'est de Landifay. Puis organisation des positions conquises.
- 1er - 5 novembre : engagé dans la deuxième bataille de Guise, combat dans la région d'Audigny.
- 5 - 9 novembre : engagé dans la poussée vers la Meuse, poursuite sur l'axe Audigny, Froidestrées.
- 9 - 11 novembre : retrait du front ; mouvement vers Villequier-Aumont.

### Rattachement

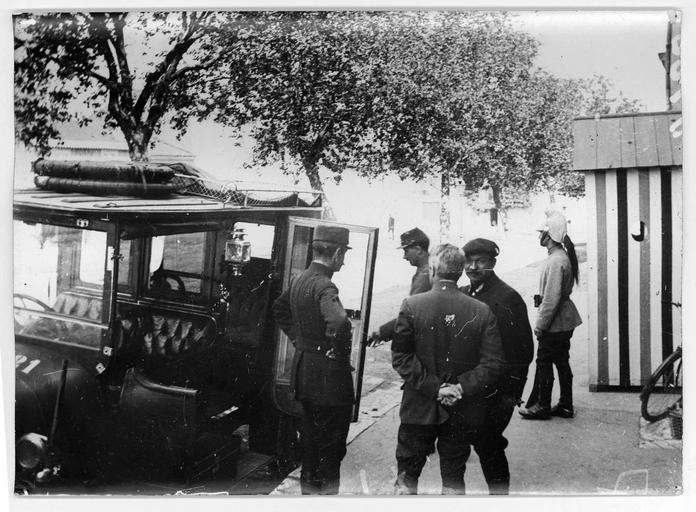
Le général Ferry, commandant la 11e DI, sortant de chez le général Gérard, commandant le détachement d'armée de Lorraine auquel est rattaché le. Saint-Nicolas-de-Port, septembre 1915.

- 1re armée

13 octobre - 11 novembre 1918
- 2e armée

2 août - 3 novembre 1914
20 septembre - 26 décembre 1915
26 février - 24 avril 1916
3 janvier - 6 avril 1918
- 5e armée

9 avril - 4 mai 1918
21 septembre - 13 octobre 1918
- 6e armée

24 avril - 16 décembre 1916
18 janvier - 12 juin 1917
6 - 9 avril 1918
- 8e armée

16 novembre 1914 - 4 avril 1915
2 - 18 janvier 1917
12 juin 1917 - 2 janvier 1918
- 10e armée

3 - 6 novembre 1914
16 avril - 14 juillet 1915
4 mai - 21 septembre 1918
- Détachement d'armée de Belgique

6 - 16 novembre 1914
4 - 16 avril 1915
- Détachement d'armée de Lorraine

14 juillet - 27 août 1915
26 décembre 1915 - 19 février 1916
16 décembre 1916 - 2 janvier 1917
- Groupement Pétain

27 août - 20 septembre 1915
- Région Fortifiée de Verdun
  - 20 - 26 février 1916

## Seconde Guerre mondiale

### Composition
Grandes unités :
- 82e division d'infanterie d'Afrique
- 52e division d'infanterie

- Secteur Ouest[Quoi ?]
- Secteur Est[Quoi ?]
- Secteur fortifié Sarre

Cavalerie :
- 15e groupe de reconnaissance de corps d'armée

Artillerie :
- 120e régiment d'artillerie lourde hippomobile

Génie :
- 620e régiment de pionniers

## Personnalités ayant servi au sein de l'unité
- François Auguste Logerot (1825-1913), général et ministre de la Guerre[2].